# Ursulinenklooster (Hamont)
Het Ursulinenklooster is een voormalig klooster en onderwijscomplex van de Zusters Ursulinen. Het bevindt zich aan de Kloosterstraat te Hamont in de Belgische provincie Limburg. De zusters zijn van 1839-2012 aanwezig geweest.

## Geschiedenis

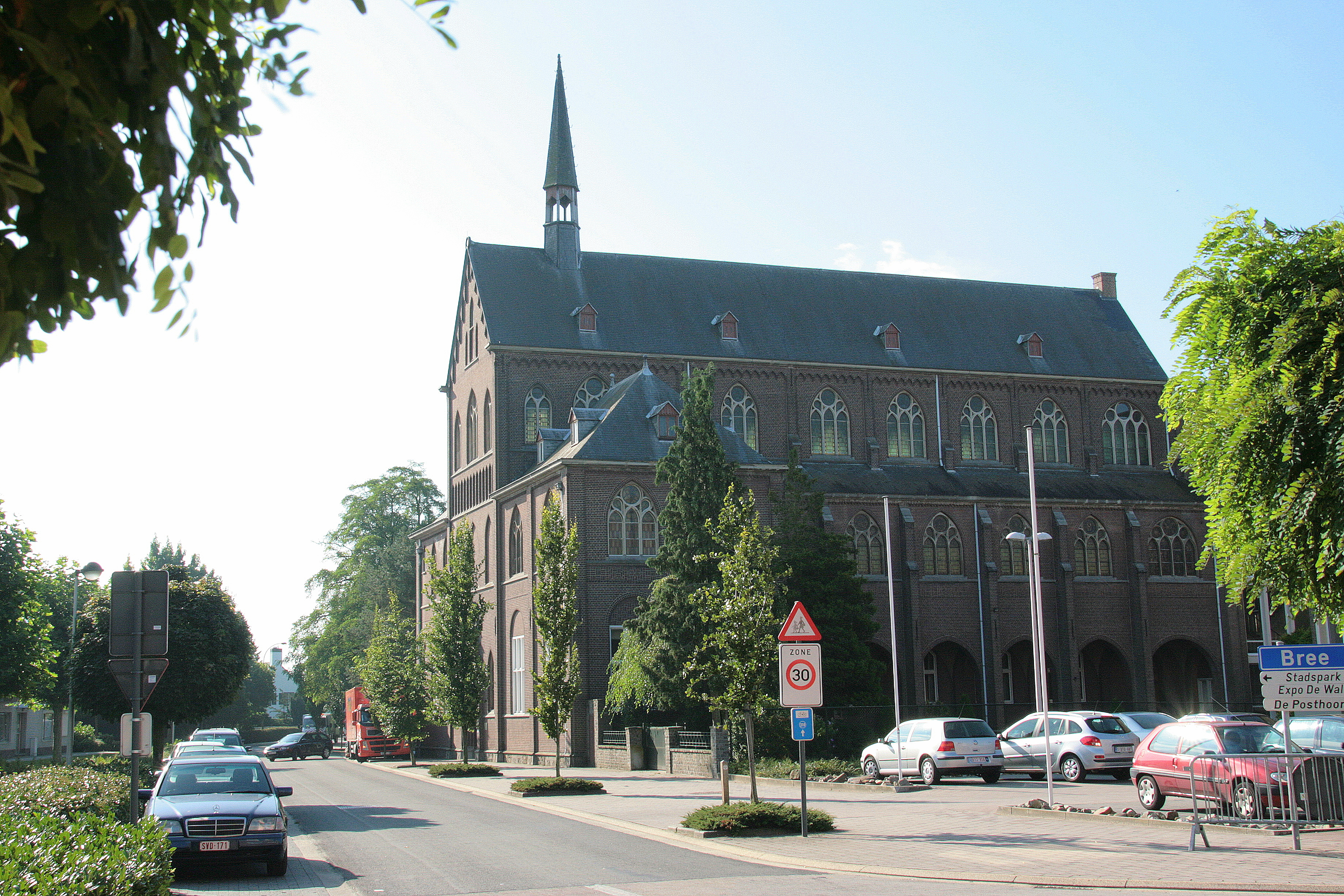
Kloosterkapel

Het klooster, ook bekend onder de naam Stalleken van Bethlehem, werd gesticht vanuit het Ursulinenklooster te Tildonk. In 1838 werd de eerste steen ervoor gelegd en in 1839 trokken de zusters erin. Er werd een internaat opgezet, en in 1843 opende een lagere meisjesschool, voor een deel ook externaat. In 1849 werd de definitieve kapel ingezegend. Hierna zijn diverse schoolgebouwen, een bakkerij en een washuis gebouwd, terwijl in 1861 een kleuterschool werd geopend. In 1860 volgde een zondagshuishoudschool voor oudere meisjes en volwassenen. In 1883 werd een Lourdesgrot aangebracht en in 1900 een Calvarieberg. Door sterke uitbreiding werd omstreeks 1900 het oude complex afgebroken en door een nieuw klooster vervangen. In 1911 opende een huishoudschool, in 1913 werd de eerste steen voor een nieuwe kapel gelegd naar ontwerp van Pierre Cuypers, welke in 1919 werd ingewijd.
In 1920 werd een leerwerkhuis voor meisjes geopend, feitelijk een beroepsopleiding voor kleding.
Het klooster had aanzienlijk te lijden onder de Duitse bezetter, waarbij het van 4-6 september 1944 geplunderd werd bij de aftocht van dezen. Na de bevrijding diende het klooster nog enige tijd tot hospitaal voor de Engelsen, en in maart 1945 kwam het klooster weer in handen van de zusters.
In 1950 werd een jongensinternaat geopend en in 1951 kwam er een gymnasium en moderne humaniora, doch in 1956 ging dit naar Overpelt. In hetzelfde jaar werd het klooster door brand zwaar beschadigd, maar de kapel bleef gespaard. Een groot deel van het klooster en de onderwijsgebouwen moest worden gesloopt en werd herbouwd. Aldus ontstond het Instituut Maria Middelares. Dit fuseerde in 1983 met het Salvatorcollege op 't Lo.
In 2012 vertrokken de laatste zusters Ursulinen uit Hamont naar Herk-de-Stad. Het kloostercomplex werd aangekocht door de gemeente Hamont-Achel en zal een herbestemming krijgen.

## Kapel
Hoewel veel van de oorspronkelijke kloostergebouwen door de brand verloren zijn gegaan, is de kapel gespaard gebleven. Dit is een van de laatste werken van de hand van Pierre Cuypers.
Het is een neogotisch gebouw dat zich als het ware boven op het kloostergebouw bevindt. Dit klooster is in eclectische trant. De kapel wordt gedekt door een zadeldak, waarop zich een rank dakruitertje bevindt. De kapel heeft een neogotisch meubilair uit de tijd van de bouw, voor een deel uitgevoerd door het atelier Cuypers.